# Ponte Cadore
Die Ponte Cadore ist eine Brücke, die die italienische Strada Statale 51 di Alemagna (SS 51) in der Region Venetien bei Pieve di Cadore über die Piave führt.
Sie ist ein Teil des Straßenbauprojektes, mit dem in den 1980er Jahren die Verbindung zwischen der venezianischen Ebene und Cortina d’Ampezzo sowie Toblach verbessert wurde. Die neu gebaute SS 51 mit der Ponte Cadore ersetzt die alte Cavallera, eine enge Landstraße, die sich mit vielen Kurven durch die Berge windet und heute nur noch dem örtlichen Verkehr dient.
Im Bereich des zerklüfteten Gebiets um die Piaveschlucht führt die dreispurige Straße mit einer Steigung (von Süd nach Nord) von 5 % zunächst über ein 207 m langes und bis zu 40 m hohes Viadukt. Nach wenigen Metern auf einer Felskuppe folgt das im Grundriss gekrümmte und 243 m lange Viadukt Nr. 2, das unmittelbar an die eigentliche, rund 292 m lange Brücke über den Fluss anschließt. Nach einer weiteren Felskuppe folgt das rund 420 m lange und 70 m hohe Viadukt Nr. 3. Diese Strecke ist etwa 1250 m lang. Die Brücke über den Fluss ist einschließlich des Viadukts Nr. 2 insgesamt 535 m lang.
Die Brückenbauwerke wurden in der Zeit von 1982 bis 1985 im Auftrag der ANAS nach Plänen des Büros Matildi + Partners errichtet.
Die eigentliche Ponte Cadore ist eine Sprengwerkbrücke. Ihre Hauptöffnung besteht aus einem stählernen Fahrbahnträger, der von zwei ebenfalls stählernen Streben in Form eines schmalen „A“ gestützt wird. Die Hauptöffnung ist 272 m weit und wird durch die Streben aufgeteilt in Stützweiten von 72 + 128 + 72 m. Die Fahrbahn befindet sich rund 184 m über dem Talboden. Der Fahrbahnträger ist ein stählerner Hohlkasten, der innen durch Andreaskreuz-Streben ausgesteift wird und eine überstehende orthotrope Platte stützt. Der Hohlkasten ist im Mittelteil 8 m hoch und breit; seine Höhe reduziert sich aber in den seitlichen Abschnitten.
Im Bauablauf wurden zunächst die Straßenverbindungen und die Viadukte aus Stahlbeton bzw. Spannbeton hergestellt, einschließlich der beiden Randpfeiler der Ponte Cadore, so dass eine Zufahrt zu der Öffnung über der Schlucht möglich war. Die A-förmigen, 85 m langen Streben wurden anschließend in horizontaler Lage auf der Straße vor der Brückenöffnung hergestellt. Danach wurden sie mit den Füßen voran in die Öffnung geschoben, bis sie, von Seilen gesichert, langsam in eine senkrechte Lage neben den Pfeilern abkippten und auf ihre Lager neben den Pfeilersockeln abgelassen wurden, wo sie drehbar befestigt wurden. Die Fahrbahnträger wurden in zwei Hälften samt Hohlkasten und Fahrbahnplatte ebenfalls auf der Straße beidseits der Brückenöffnung hergestellt. Die beiden Streben wurden danach von Seilen gehalten in ihre endgültige schräge Lage über der Schlucht gebracht und die Hälften der Brückenträger über die Streben hinweg ebenfalls in ihre endgültige Lage eingeschoben.